# NGC 5357
NGC 5357 este o liner situată în constelația Centaurul. A fost descoperită în 30 martie 1835 de către John Herschel. Se află la o distanță de 46,13 de megaparseci de Pământ.